# Sambas de Enredo Rio Carnaval 2025
Sambas de Enredo Rio Carnaval 2025 é um álbum com os sambas de enredo das escolas de samba do Grupo Especial do Rio de Janeiro para o carnaval do ano de 2025. Foi lançado nas principais plataformas de streaming de áudio no dia 29 de novembro de 2024. O álbum tem produção fonográfica da Editora Musical Escola de Samba (Edimusa) e selo musical da Gravadora Escola de Samba (Gravasamba). Produzido por Alceu Maia, o álbum foi gravado no Estúdio Century, na Zona Oeste do Rio de Janeiro, durante os meses de setembro e outubro de 2024.
Campeã do carnaval de 2024, a Viradouro estampa a capa do álbum e tem a faixa de abertura com um samba sobre Malunguinho, uma falange espiritual afro-ameríndia presente nos terreiros de Catimbó, Toré e Umbanda, inspirada na figura de João Batista, o último líder do Quilombo do Catucá. Vice-campeã do carnaval de 2024, a Imperatriz Leopoldinense tem um samba-enredo baseado num itã que narra a ida de Oxalá ao Reino de Oyó com a intenção de visitar Xangô. O samba da Grande Rio aborda a Encantaria do Estado do Pará, tendo como fio condutor as três princesas turcas (Mariana, Herondina, Jarina), cultuadas no Tambor de Mina, na pajelança cabocla e no carimbó. O Salgueiro tem um samba sobre a busca pela proteção espiritual. A obra da Portela homenageia o cantor e compositor Milton Nascimento. "Quanto Mais Eu Rezo, Mais Assombração Aparece!", da Vila Isabel, brinca com as assombrações que permeiam o imaginário popular.
O samba da Mangueira aborda a historicidade da população preta na região da Pequena África, dos bantus até a contemporaneidade. A obra da Beija-Flor homenageia Laíla, histórico diretor da agremiação, morto em 2021. O Paraíso do Tuiuti tem um samba sobre Xica Manicongo, considerada a primeira travesti do Brasil. O samba da Mocidade versa sobre o futuro da Humanidade. Tendo Anitta entre seus compositores, o samba da Unidos da Tijuca fala sobre o orixá Logunedé. A cantora gravou a faixa da escola junto com o intérprete Ito Melodia. Campeã da Série Ouro (segunda divisão do carnaval) de 2024, a Unidos de Padre Miguel retorna ao Grupo Especial após 52 anos com um samba em homenagem a Iá Nassô, uma das fundadoras do Candomblé da Barroquinha, que deu origem a Casa Branca do Engenho Velho.
Os sambas de Beija-Flor, Grande Rio e Portela foram os únicos a receber nota máxima de todos os julgadores do carnaval de 2025. O samba da Beija-Flor foi o mais premiado do ano. Após o carnaval foi lançado o álbum Ao Vivo Sapucaí 2025, com os sambas gravados, ao vivo, no sambódromo, durante os desfiles oficiais.

## Antecedentes
A Grande Rio foi a primeira escola a anunciar o tema de seu enredo para o carnaval de 2025. Em discurso antes do início do desfile de 2024, o presidente da agremiação, Milton Perácio, agradeceu a parceria firmada com o Governo do Pará, anunciando que o estado seria homenageado pela escola em 2025. O governador do Pará, Helder Barbalho, estava presente no sambódromo, e confirmou a homenagem em suas redes sociais. Em 25 de maio de 2024, a escola divulgou oficialmente seu enredo, detalhando melhor o tema. Assinado pelos carnavalescos Gabriel Haddad e Leonardo Bora, "Pororocas Parawaras: As Águas dos Meus Encantos nas Contas dos Curimbós" aborda a Encantaria do Pará, tendo como fio condutor as três princesas turcas (Mariana, Herondina, Jarina), cultuadas no Tambor de Mina, na pajelança cabocla e no carimbó.
"O Carimbó está em tudo. É uma síntese cultural muito poderosa, assim como o Tambor de Mina e a Pajelança Cabocla. É uma mistura fascinante. As Belas Turcas são as mais queridas entidades da Mina paraense, influenciando o cotidiano das pessoas (tanto que a gente vê os nomes delas nas bancas de ervas e banhos de cheiro) e sendo traduzidas em letras de Carimbós. Os tambores do Carimbó são os Curimbós, que possuem nomes próprios e expressam a voz dos Encantados. Os tambores têm alma. O enredo costura isso e viaja pelo mundo do Encante, que não está ligado à morte. Quem se encanta não morreu, mas entrou em um portal e acessou um plano que coexiste com o nosso, um espelho invertido. O encantamento norteia a vida, em busca da cura. Já fomos ao espaço sideral e agora vamos ao fundo das águas!"
— Gabriel Haddad, carnavalesco da Grande Rio, sobre o enredo da escola.

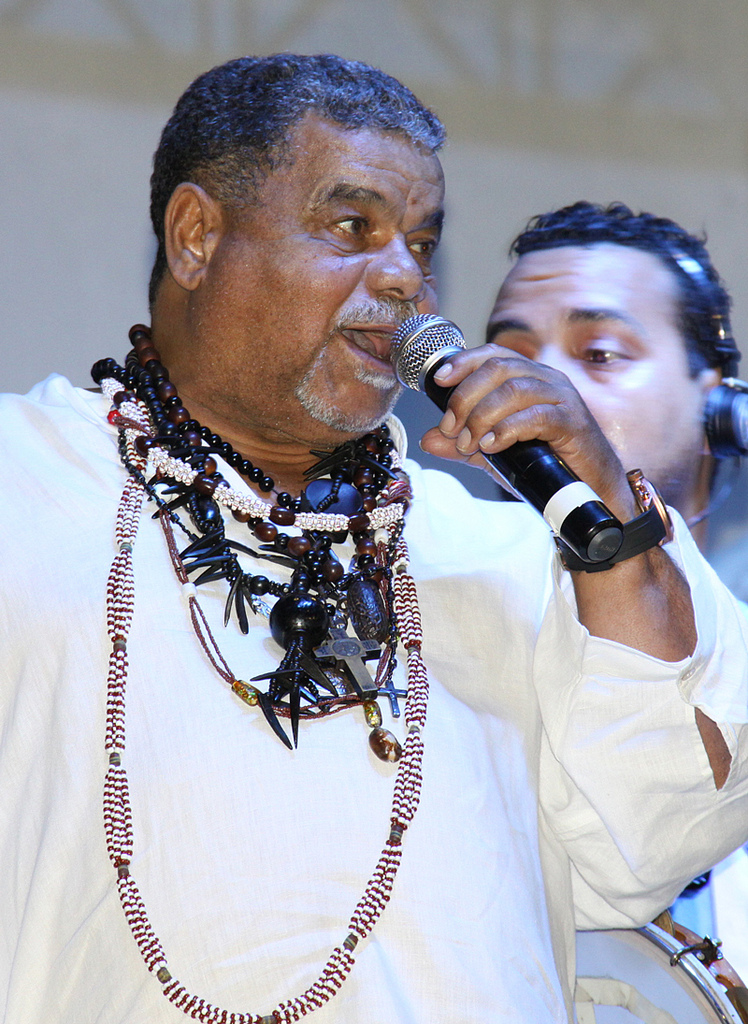
Laíla, tema do enredo da Beija-Flor.

No dia 28 de fevereiro de 2024, a Beija-Flor publicou em suas redes sociais um vídeo do presidente da agremiação, Almir Reis, ao lado do carnavalesco João Vitor Araújo e do diretor de carnaval Marquinho Marino, anunciando que Laíla seria o enredo da escola em 2025. Morto por COVID em 2021, Laíla fez história na agremiação de Nilópolis, participando de treze campeonatos da escola como diretor de carnaval e de harmonia. A sinopse do enredo "Laíla de Todos os Santos. Laíla de Todos os Sambas", assinada por João Vitor Araújo, com pesquisa de Bianca Behrends, Vivian Pereira e Guilherme Niegro, foi divulgada em 27 de maio de 2024, dia em que Laíla, se vivo, completaria 81 anos de idade.

A Imperatriz Leopoldinense anunciou seu enredo em 20 de março de 2024. Assinado pelo carnavalesco Leandro Vieira, "Ómi Tútu ao Olufon - Água Fresca para o Senhor de Ifón" é baseado num itã (relatos da mitologia iorubá) que narra a ida de Oxalá ao Reino de Oyó com a intenção de visitar Xangô.
"Esse enredo é um antigo desejo meu. E na Imperatriz pude encontrar um terreno fértil nos anseios de meus parceiros de trabalho e nos desejos da comunidade que sempre que podiam me pediam essa Imperatriz mergulhada num ambiente de sonoridade e visualidade preta. Tá sendo feliz pra mim e pra eles. Isso faz toda a diferença."
— Leandro Vieira, carnavalesco da Imperatriz, sobre o enredo da escola.

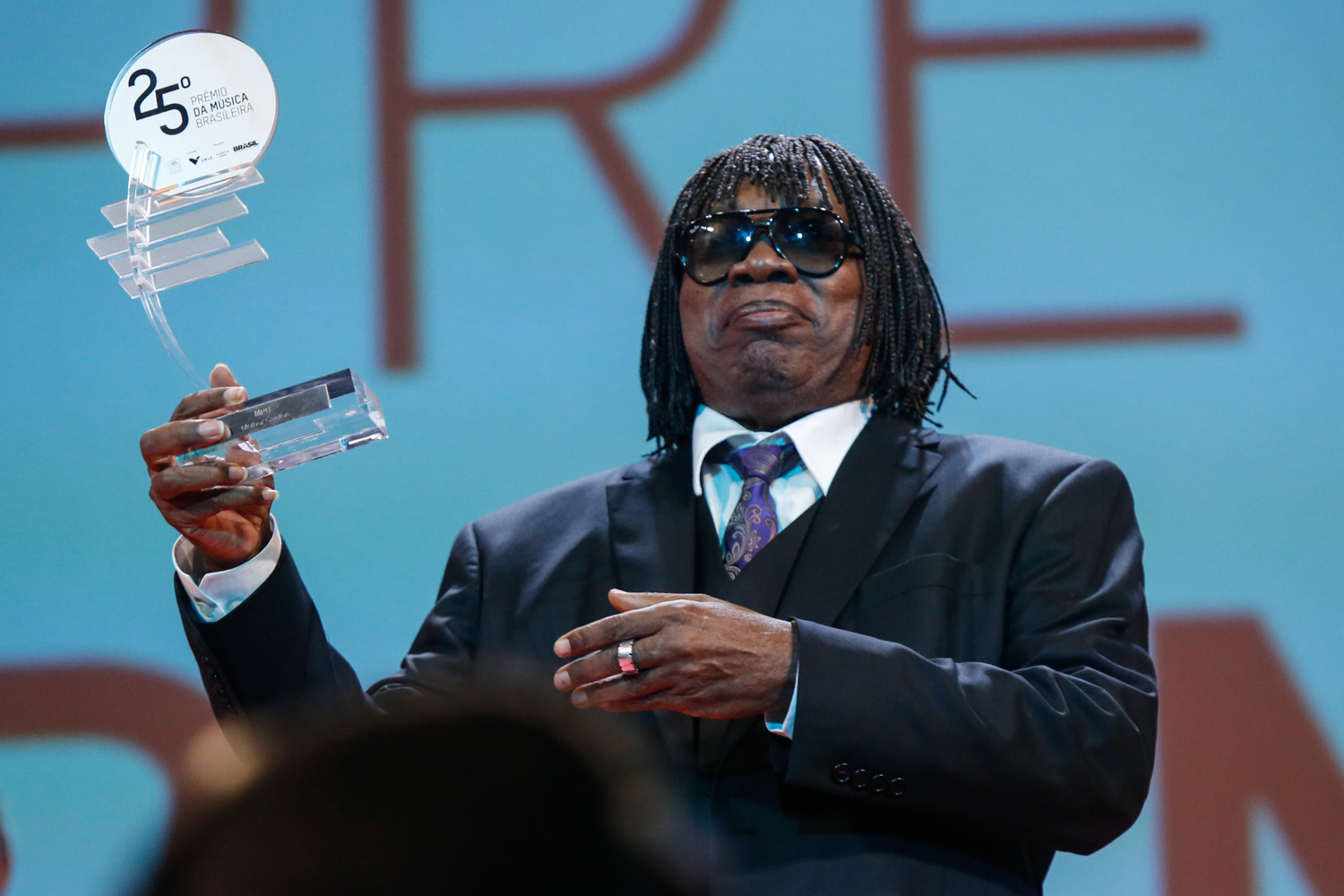
O cantor Milton Nascimento é homenageado no enredo da Portela.

A Portela divulgou seu enredo em 4 de abril de 2024. Assinado pelos carnavalescos André Rodrigues e Antônio Gonzaga, "Cantar Será Buscar o Caminho que Vai Dar no Sol" homenageia o cantor e compositor carioca Milton Nascimento. O título do enredo faz referência à música "Nos Bailes da Vida", de Milton e Fernando Brant. Em 5 de abril de 2024, dia em que completou 72 anos de existência, o Paraíso do Tuiuti anunciou seu enredo para 2025. Assinado pelo carnavalesco Jack Vasconcelos, "Quem Tem Medo de Xica Manicongo?" retrata a história de Francisco Manicongo, africano homossexual escravizado, que viveu na Bahia, na segunda metade do século XVI, e foi condenado pela Santa Inquisição por se vestir e viver como mulher. Séculos mais tarde, virou figura de destaque na comunidade LGBT, passou a ser referenciada como Xica Manicongo, sendo considerada a primeira travesti do Brasil.
"Esse enredo é muito significante para mim. Por um lado pessoal é um prazer e uma responsabilidade falar da minha comunidade. É uma sigla que compõe a minha galera. É a galera que anda junto comigo, que sofre comigo, que está na luta comigo. Me vejo muito no trabalho que eu estou fazendo. Esse enredo é uma história que de uma certa maneira eu estou dentro. E dá muito orgulho."
— Jack Vasconcelos, carnavalesco do Tuiuti, sobre o enredo da escola.
Campeã do carnaval de 2024, a Viradouro divulgou seu enredo no dia 8 de abril de 2024. Assinado pelo carnavalesco Tarcisio Zanon, "Malunguinho: O Mensageiro de Três Mundos" aborda a história de Malunguinho, uma falange espiritual afro-ameríndia presente nos terreiros de Catimbó, Toré e Umbanda, sobretudo da região nordeste do Brasil, inspirada na figura de João Batista, o último líder do Quilombo do Catucá, em Pernambuco. A Unidos da Tijuca contratou o carnavalesco Edson Pereira, que estava no Salgueiro. No dia 18 de abril, a escola anunciou o enredo "Logun-Edé - Santo Menino que Velho Respeita", sobre o orixá Logunedé. O enredo era um desejo antigo da comunidade tijucana por causa das cores azul e amarelo e do pavão, símbolos em comum entre o orixá e a escola de samba. O Salgueiro dispensou o carnavalesco Edson Pereira e o intérprete Emerson Dias. Para substituí-los, contratou o carnavalesco Jorge Silveira e o intérprete Igor Sorriso, ambos egressos da Mocidade Alegre. A contratação marcou o retorno dos dois profissionais ao carnaval carioca. Em 19 de abril de 2024, a escola divulgou o enredo para 2025: "Salgueiro de Corpo Fechado". Idealizado pelo carnavalesco Jorge Silveira e pelo enredista, Igor Ricardo, o enredo explora a relação humana com a busca pela proteção espiritual. Antes da escolha do enredo, o Salgueiro tentou homenagear Jorge Ben Jor, mas o cantor recusou a proposta pela terceira vez. Torcedor declarado da escola, Jorge já havia recusado ser enredo da agremiação em outras duas ocasiões, em 2008 e 2011. A Mangueira dispensou os carnavalescos Annik Salmon e Guilherme Estevão e contratou o carnavalesco multicampeão do carnaval de São Paulo, Sidnei França. Em 25 de abril de 2024, a escola anunciou o enredo "À Flor da Terra - No Rio da Negritude Entre Dores e Paixões", sobre a historicidade da população preta na região da Pequena África, na Zona Central do Rio de Janeiro.
"O entendimento da nossa terra revela a verdade sobre corpos assolados pelo apagamento de sua identidade preta. A alma carioca, atrevida por essência e banhada da ancestralidade bantu, é forjada por tantas dores e paixões, carregando na memória a cruel violência, mas também as experiências revolucionárias de liberdade, que nos ensinam a desafiar a morte, celebrar a vida e fazer carnaval."
— Sidnei França, carnavalesco da Mangueira, sobre o enredo da escola.

A Mocidade Independente de Padre Miguel desligou o carnavalesco Marcus Ferreira e acertou o retorno de Renato Lage e Márcia Lage. Em 29 de abril de 2024, a escola anunciou o enredo "Voltando Para o Futuro – Não há Limites pra Sonhar", sobre o futuro da Humanidade. Campeã da Série Ouro (segunda divisão) de 2024, a Unidos de Padre Miguel retornou ao Grupo Especial após 52 anos de seu rebaixamento, em 1972. Para o carnaval de 2025, a escola contratou o carnavalesco multicampeão Alexandre Louzada, que estava na Unidos da Tijuca, para formar dupla com Lucas Milato. No dia 13 de maio de 2024, a escola divulgou seu enredo, "Egbé Iyá Nassô", em homenagem a Iá Nassô, uma das três fundadoras do Candomblé da Barroquinha, que deu origem ao mais antigo templo afro-brasileiro em funcionamento, a Casa Branca do Engenho Velho, nomeado Ilê Axé Iyá Nassô Oká em homenagem a Iá Nassô. A Unidos de Vila Isabel foi a última escola a anunciar seu enredo. Assinado pelo carnavalesco Paulo Barros, "Quanto Mais Eu Rezo, Mais Assombração Aparece!", sobre as assombrações que permeiam o imaginário popular, foi divulgado em 15 de maio de 2024. A sinopse do enredo foi apresentada num evento imersivo na Cidade do Samba com uma megaestrutura e 35 atores representando figuras conhecidas de histórias de terror.
"O enredo é a cara do Paulo (Barros). Será um enredo misterioso e divertido. Nós estamos apostando em um caminho diferente da maioria das outras escolas porque acreditamos que investir na personalidade e no modelo de trabalho do nosso carnavalesco vai nos trazer o título." [...] "Nós queremos um bom samba e, por isso, entregamos não só uma boa sinopse, mas também uma imersão no nosso enredo. O carnaval é alegria e a Vila Isabel vai transformar as assombrações em uma grande festa na avenida em 2025."
— Luiz Guimarães, presidente da Vila Isabel, sobre o enredo da escola.

## Escolha dos sambas

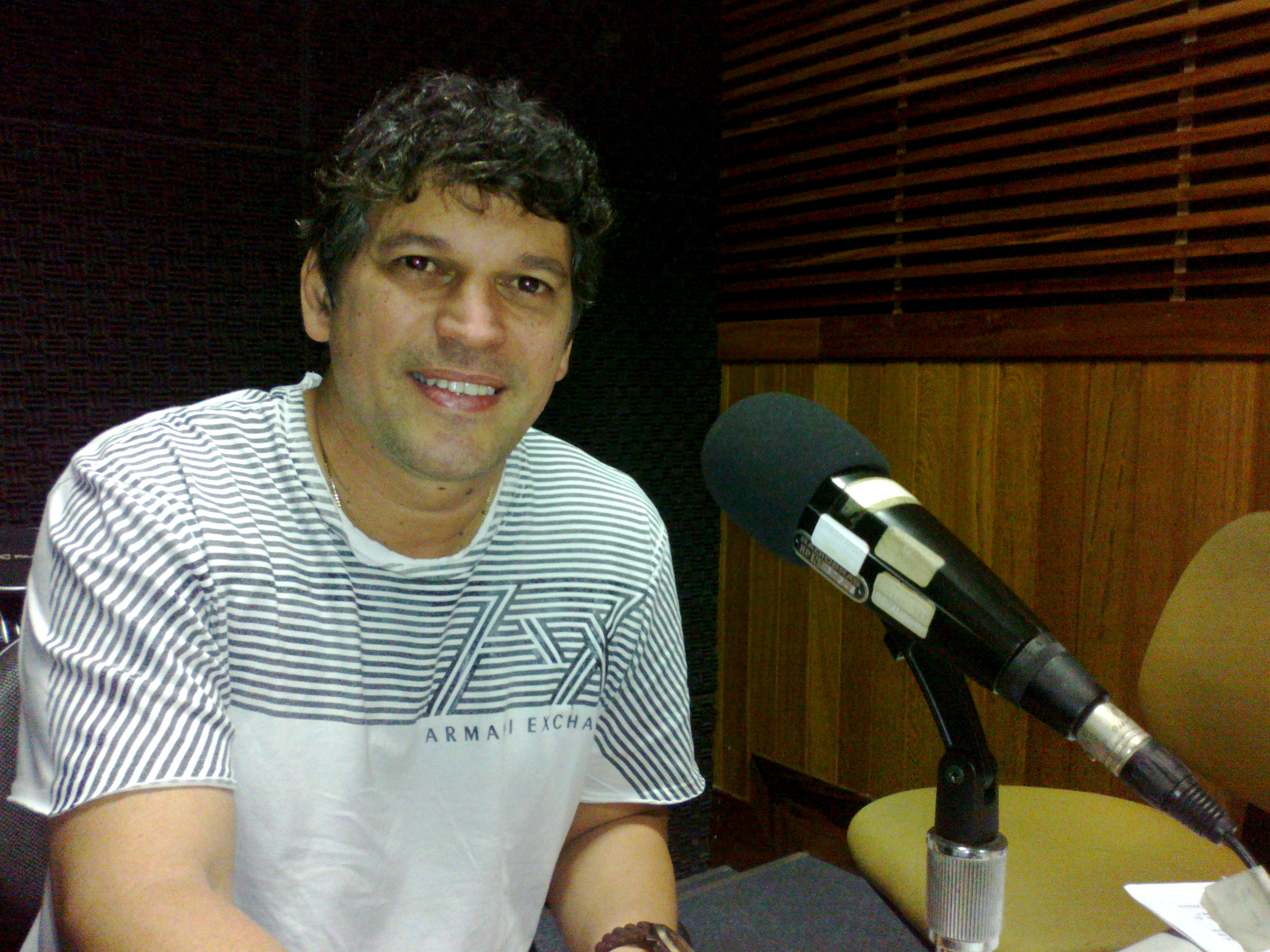
Gustavo Clarão está entre os compositores dos sambas do Tuiuti e da Unidos da Tijuca.

O Paraíso do Tuiuti não realizou concurso para escolher seu samba-enredo. A escola encomendou a obra aos compositores Cláudio Russo e Gustavo Clarão. O samba foi divulgado pela agremiação em 12 de julho de 2024. A escola ainda realizou uma festa de lançamento do samba, em 9 de agosto de 2024, na Cidade do Samba. A deputada federal Erika Hilton participou da festa, discursando sobre a importância de ter uma travesti negra como enredo de uma escola de samba. O compositor Cláudio Russo assina o samba do Tuiuti pelo sétimo carnaval consecutivo.
"Quando a gente não conhece algo tem que aprender, eu aprendi muito, foram muitas noites sem dormir, foram dias e dias estudando, conhecendo, frequentando o terreiro de Catimbó e de Quimbanda. Conhecendo a dor e a luta das trans, eu estou recompensado com isso, eu estou me sentindo muito feliz. Tenho 35 anos de samba e é a letra mais corajosa que eu já fiz. E me sinto muito honrado por isso."
— Cláudio Russo, um dos compositores do samba do Tuiuti.

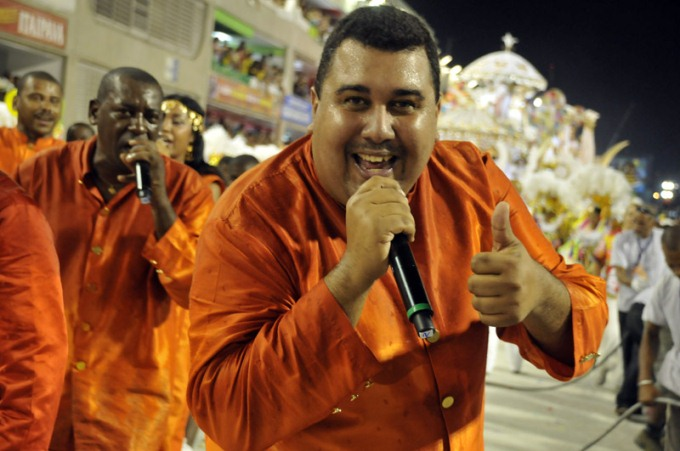
Diego Nicolau é um dos autores do samba da Unidos de Padre Miguel.

Das escolas que realizaram disputa, a Unidos de Padre Miguel foi a primeira a definir seu samba para 2025. A escola realizou a final do seu concurso na madrugada de 21 de setembro de 2024 em sua quadra na Vila Vintém. Dos cinco sambas inscritos em seu concurso, três foram levados à final. Pela primeira vez em sua história, a agremiação optou por fazer uma junção entre duas obras concorrentes. Foi utilizada a maior parte do samba composto por Thiago Vaz, W. Corrêa, Richard Valença, Diego Nicolau, Orlando Ambrósio, Renan Diniz, Miguel Dibo e Cabeça do Ajax, com exceção do refrão principal, que foi substituído pelo refrão do samba composto por Chacal do Sax, Júlio Alves, Igor Federal, Caio Alves, Camila Myngal, Marquinhos, Faustino Maykon e Cláudio Russo. A Unidos da Tijuca escolheu seu samba na madrugada de 22 de setembro de 2024. De onze sambas inscritos no concurso, três chegaram à final. Venceu o samba composto por Anitta, Estevão Ciavatta, Feyjão, Miguel PG, Fred Camacho, Diego Nicolau, Luiz Antonio Simas e Gustavo Clarão. Pela primeira vez Anitta e Estevão Ciavatta assinam um samba-enredo. Tema do enredo, Logun Edé é o "orixá de cabeça" dos dois. Simas, Feyjão e o arquiteto Miguel Pinto Guimarães (Miguel PG) também assinam um samba pela primeira vez.

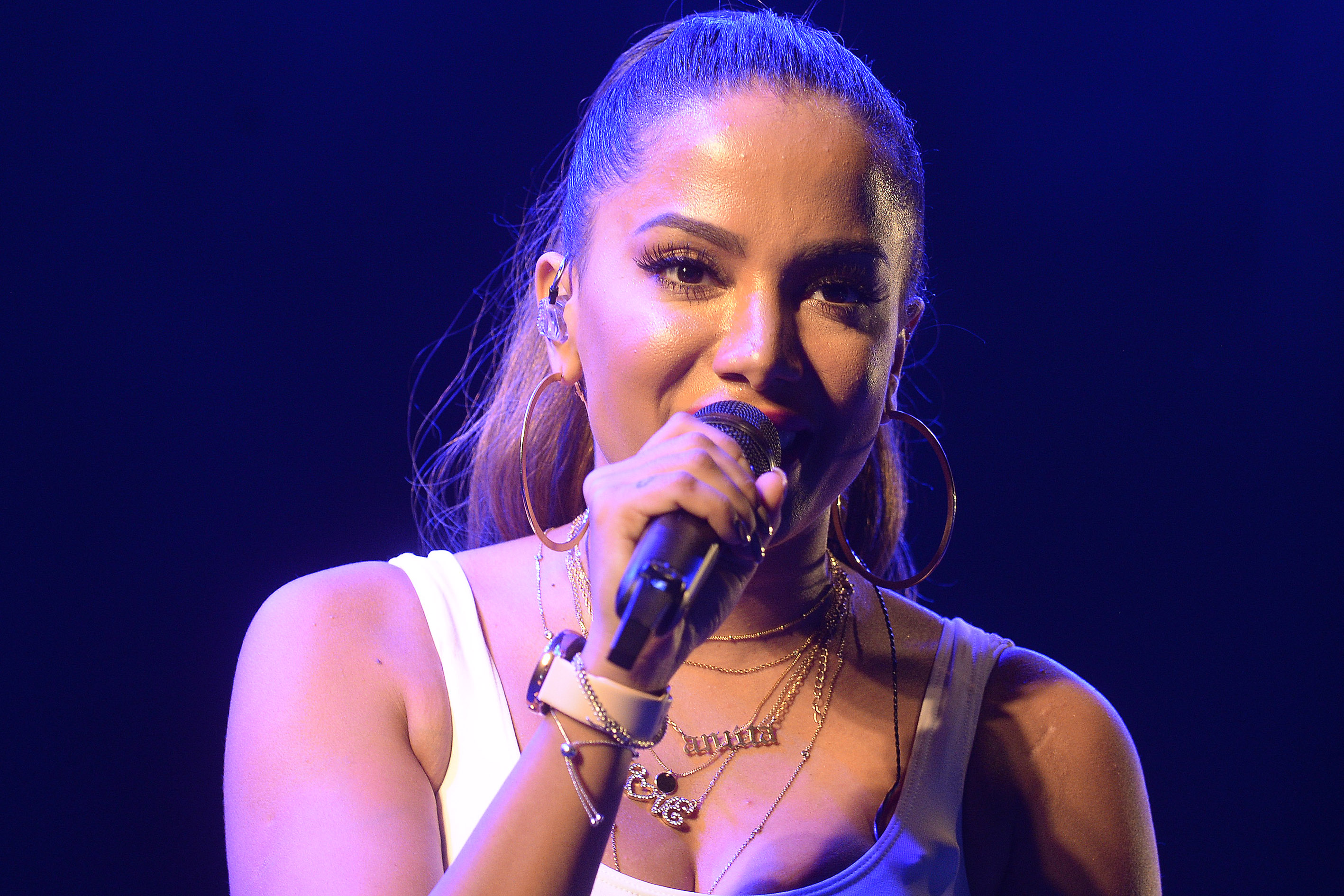
Anitta é uma das compositoras do samba da Unidos da Tijuca.

"Escrevemos com muito amor e todo conhecimento que a gente tem sobre esse orixá. Por ser meu orixá, acabo mergulhando nesse universo, nas histórias. Acho que é muito importante quando se fala de orixá, a gente combater a intolerância religiosa, que é muito grande. As pessoas ainda são muito intolerantes. Cada vez mais que a gente fala da religião com amor e com a beleza que ela traz, a gente está combatendo a intolerância. Esse convite que veio de amigos tão especiais que pensaram em mim justamente por saberem que o enredo da Tijuca esse ano é falar sobre Longun Edé, que é o meu orixá."
— Anitta, uma das compositoras do samba da Unidos da Tijuca.
A Imperatriz Leopoldinense recebeu a inscrição de 23 sambas em seu concurso. Três obras chegaram à final da disputa, que foi realizada na madrugada de 28 de setembro de 2024, na quadra da escola, em Ramos. Venceu a composição da parceira formada por Me Leva, Thiago Meiners, Miguel da Imperatriz, Jorge Arthur, Daniel Paixão e Wilson Mineiro. Me Leva assina seu oitavo samba na agremiação, enquanto Jorge Arthur assina o samba da escola pela sétima vez. A Vila Isabel também realizou a final da sua disputa na madrugada de 28 de setembro. Ao todo, a escola recebeu a inscrição de vinte sambas concorrentes. Três obras chegaram a final. Venceu o samba composto por Raoni Ventapane, Ricardo Mendonça, Dedé Aguiar, Guilherme Karraz, Miguel Dibo e Gigi da Estiva. Neto de Martinho da Vila, Raoni Ventapane assina um samba na escola pela primeira vez.

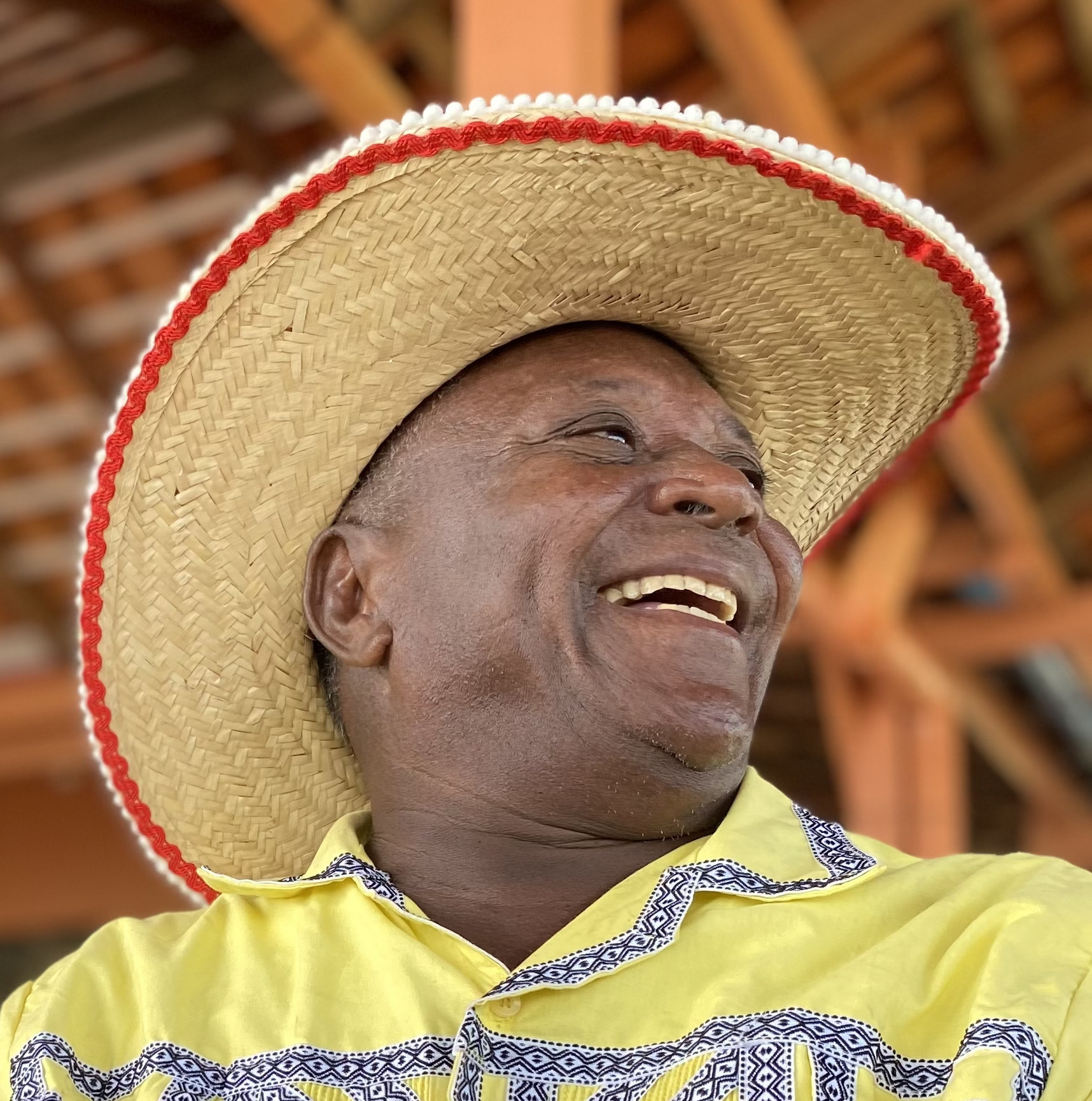
Mestre Damasceno é um dos autores do samba da Grande Rio.

Com um enredo sobre o Pará, a Grande Rio realizou uma seletiva de sua disputa em Belém, com nove sambas de agremiações paraenses. No Rio de Janeiro, a escola recebeu a inscrição de nove obras, totalizando dezoito sambas concorrentes. Assim como nos anos anteriores, o intérprete oficial da escola, Evandro Malandro, gravou todos os sambas concorrentes do Rio, a fim de diminuir os custos da disputa para os compositores. Na seletiva paraense, dois sambas foram classificados para a semifinal da disputa: a obra representante da escola Bole Bole e a obra da escola Deixa Falar. Com a classificação, os dois sambas também foram gravados por Evandro Malandro. As duas obras paraenses foram classificadas para a final do concurso junto com outros três sambas de compositores do Rio. A final da disputa da Grande Rio foi realizada na madrugada de 29 de setembro de 2024, na quadra da escola em Duque de Caxias. Dos cinco sambas finalistas, venceu o representante da escola paraense Deixa Falar, composto por Mestre Damasceno, Ailson Picanço, Davison Jaime, Tay Coelho, Marcelo Moraes.
"É uma sensação incrível porque a comunidade nos abraçou desde o primeiro dia, desde o dia do lançamento. A comunidade não se importou se o samba era do Pará ou do Rio de Janeiro. Ela queria saber se o samba era bom, independentemente de onde vinha. Receber todo esse apoio e carinho não tem preço, é indescritível. Fizemos o melhor que pudemos para chegar nesse momento aqui. E, se Deus quiser, a Grande Rio terá muito sucesso no carnaval, se as caboclas e as juremadas permitirem."
— Ailson Picanço, um dos compositores do samba da Grande Rio.

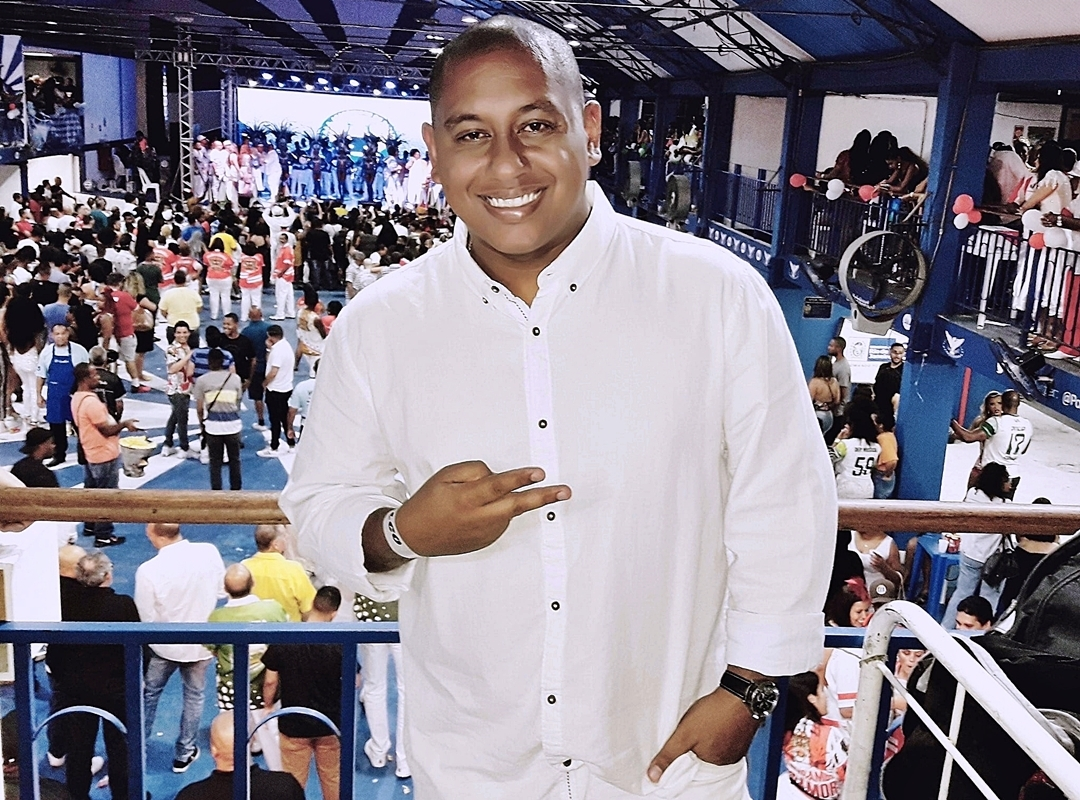
Samir Trindade é um dos compositores do samba da Portela.

Na madrugada de 5 de outubro de 2024, a Portela escolheu seu samba-enredo para o carnaval de 2025. Das 24 obras inscritas em seu concurso, três chegaram à final. Venceu o samba composto por Samir Trindade, Fabrício Sena, Brian Ramos, Paulo Lopita 77, Deiny Leite, Felipe Sena e JP Figueira. Na decisão mais acirrada da história da agremiação, o samba de Samir recebeu quinze votos contra treze da parceria liderada por Jorge do Batuke e Cláudio Russo. Pela quarta vez Samir e Paulo Lopita assinam um samba na escola. Desde 2018 os dois não ganhavam a disputa portelense. O Salgueiro recebeu a inscrição de 20 sambas em seu concurso. A final da disputa foi realizada na madrugada de 12 de outubro de 2024, na quadra da escola, no Andaraí. Dos três sambas finalistas venceu a obra assinada por Xande de Pilares, Pedrinho da Flor, Betinho de Pilares, Renato Galante, Miguel Dibo, Leonardo Gallo, Jorginho Via 13, Jeferson Oliveira, Jassa e W.Correa. A parceria campeã recebeu uma premiação de cem mil reais, enquanto as demais finalistas, receberam cinquenta mil reais cada. Xande de Pilares e Pedrinho da Flor assinam um samba no Salgueiro pela quarta vez.

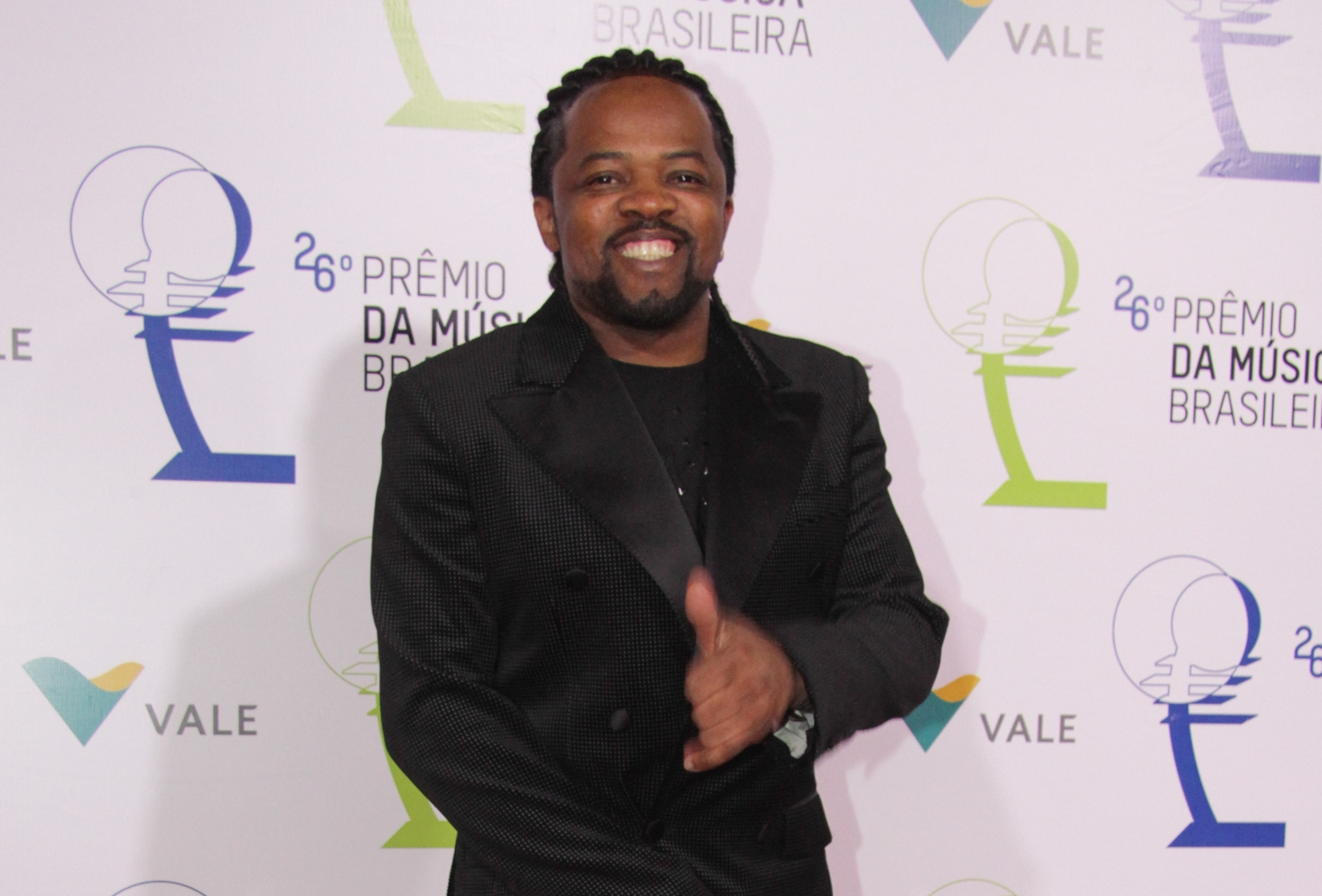
Xande de Pilares é um dos autores do samba do Salgueiro.

"Eu não vejo como vitória. Vejo como uma oportunidade de tentar garantir uma vitória para a minha escola de samba, que eu amo de coração. Eu sou salgueirense. E quando o samba é escolhido aqui, a gente tem a oportunidade de representar a escola na avenida e ver se o samba vai encaixar com a escola, para que, na abertura dos envelopes, confirme o que foi escolhido hoje. Quando é o meu samba e quando não é, a emoção é a mesma na avenida. Porque eu sou muito salgueirense."
— Xande de Pilares, um dos compositores do samba do Salgueiro.

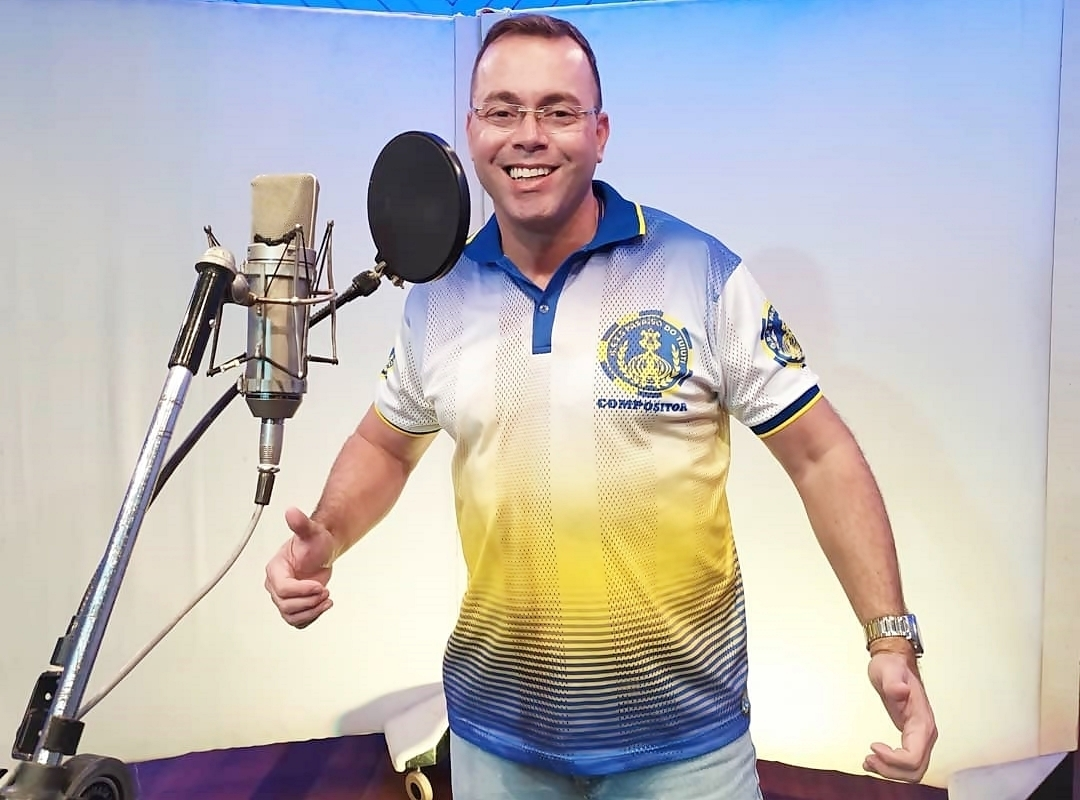
Cláudio Russo está entre os compositores dos sambas da Mocidade, do Tuiuti e da UPM.

A Mocidade realizou a final da sua disputa na madrugada de 13 de outubro de 2024. De dez obras inscritas no concurso, três chegaram à final. Em decisão unânime, venceu o samba composto por Paulo César Feital, Cláudio Russo, Alex Saraiça, Denilson Rozario, Carlinhos da Chácara, Marcelo Casanossa, Rogerinho, Nito de Souza, Dr. Castilho e Léo Peres. Feital assina um samba na escola pela terceira vez. A Viradouro recebeu a inscrição de 24 obras em seu concurso. A escola anunciou o samba-enredo vencedor na madrugada de 14 de outubro de 2024. Três obras disputaram a final da disputa, realizada na quadra da escola, no Barreto. O samba vencedor é assinado por Paulo César Feital, Inácio Rios, Marcio André Filho, Vitor Lajas, Vaguinho, Chanel e Igor Federal. Feital assina seu terceiro samba na escola. A Beija-Flor recebeu a inscrição de dezoito sambas em seu concurso. Depois de realizar uma audição interna, a agremiação classificou doze sambas para participar das eliminatórias na quadra da escola. Quando chegou a seis obras na disputa, a escola divulgou a gravação dos sambas na voz do intérprete Neguinho da Beija-Flor. A final do concurso foi realizada na madrugada de 18 de outubro de 2024, na quadra da escola em Nilópolis. Dos três sambas finalistas venceu a obra assinada por Romulo Massacesi, Junior Trindade, Serginho Aguiar, Centeno, Ailson Picanço, Gladiador e Felipe Sena.

Última escola a definir seu samba para o carnaval de 2025, a Mangueira realizou a final da sua disputa na madrugada de 20 de outubro de 2024. Dos onze sambas inscritos no concurso da escola, três chegaram à final. Venceu a composição da parceira formada por Lequinho, Júnior Fionda, Gabriel Machado, Júlio Alves, Guilherme Sá e Paulinho Bandolim. Lequinho assina o samba da Mangueira pela décima terceira vez; Júnior Fionda assina seu décimo segundo samba na escola; Gabriel Machado e Paulinho Bandolim venceram pela sexta vez; e Guilherme Sá venceu o concurso da escola pela terceira vez.

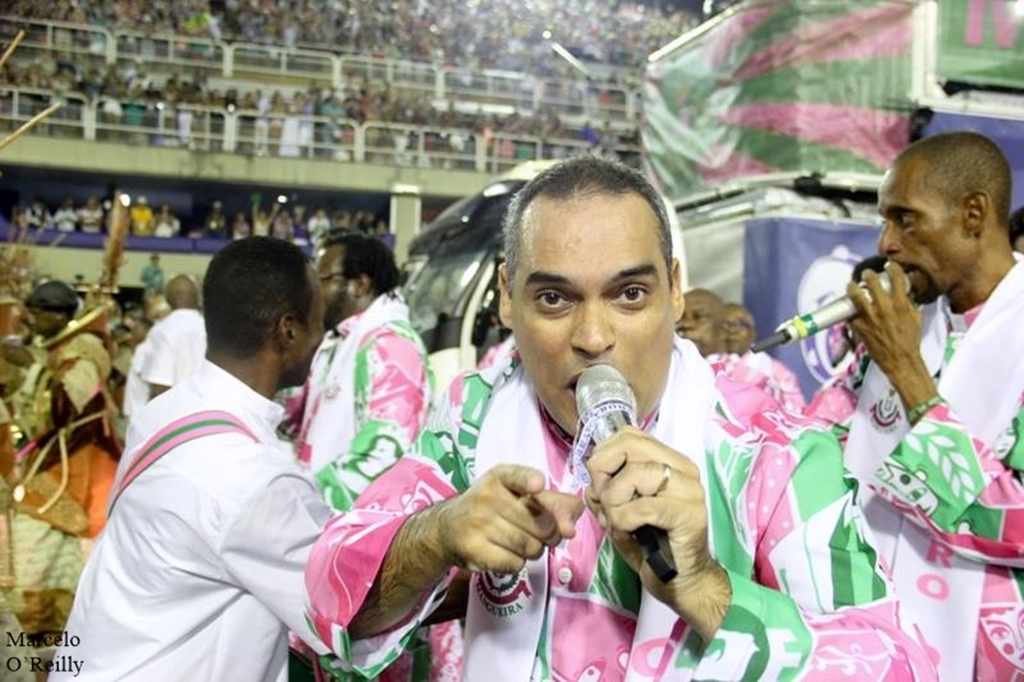
Lequinho, um dos autores do samba-enredo da Mangueira.

"A emoção é como se estivesse ganhando o primeiro samba, porque ela se renova. Quando a gente entra na disputa, esquece tudo aquilo que já passou. Foca em tentar representar a nossa escola na avenida. Graças a Deus temos essa oportunidade novamente. O enredo é necessário. Tem que ser contado, não só uma vez, mas com essa temática muitas outras vezes. Porque o carnaval é do povo preto. Nós temos que agradecer ao povo preto por hoje estarmos pisando na avenida, porque foram eles que plantaram essa semente. Colher o fruto é fácil, mas quem sofreu para poder plantar a semente foram eles. Temos que agradecer e temos que cantar várias vezes em enredos de temática afro na Marquês de Sapucaí."
— Lequinho, um dos compositores do samba da Mangueira.

## Gravação e produção
Diferente do álbum do carnaval anterior, que foi gravado ao vivo na Cidade das Artes, o álbum de 2025 foi gravado Estúdio Century, na Zona Oeste do Rio de Janeiro, retomando a gravação do álbum em estúdio, como era realizada até 2023. As gravações ocorreram entre os meses de setembro e outubro de 2024. As agremiações foram liberadas para criar o próprio arranjo de seus sambas e levar seu próprio coral. Assim como no ano anterior, o álbum teve produção de Alceu Maia.
"Em 2024 gravamos lá na Cidade das Artes, este ano estamos no Estúdio Century, gravando em um formato diferente. Em um dia só vamos gravar toda uma escola de samba, num formato onde juntamos algumas frequências para gravar, como a caixa e o repique, o chocalho e o agogô, chocalho e cuíca. A gente está fazendo uma captação um pouco mais diferente do ano passado, em que fizemos uma gravação em linha, que é como se fosse ao vivo. Esse ano vamos ter uma microfonação, uma qualidade de captação melhor [...] Ao trazer para o estúdio a gente ganha em qualidade sonora, porque os equipamentos são mais apropriados e a gente grava instrumento por instrumento de uma forma que as frequências ficam mais completas para o consumidor final, ou até antes, na hora do profissional mixar. A qualidade sonora fica muito superior ao álbum de 2024."
— Hélio Motta, vice-presidente da Liesa e presidente da Edimusa, sobre o modelo de gravação do álbum.

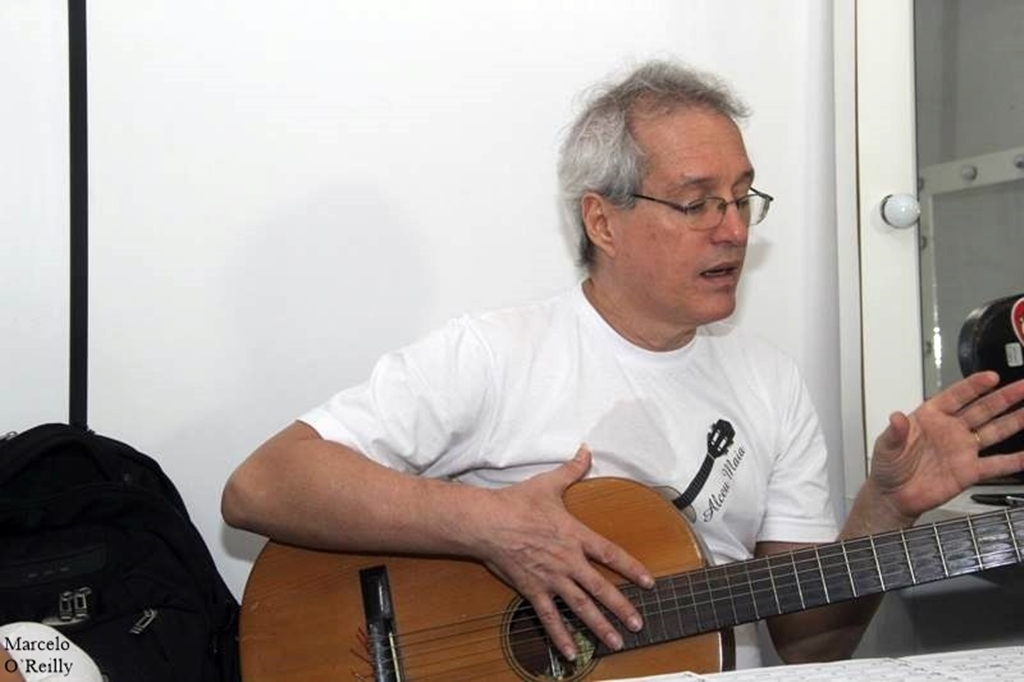
Alceu Maia é o produtor do álbum.

As gravações começaram no dia 23 de setembro de 2024 com o Paraíso do Tuiuti. A bateria Supersom, comandada por Mestre Marcão, gravou o samba da escola num andamento de 142 bpm (batidas por minuto). A Unidos de Padre Miguel fez sua gravação no dia 30 de setembro de 2024. A bateria Guerreiros, comandada por Mestre Dinho, gravou o samba da escola num andamento de 140 bpm, com arranjos de atabaque, agogô e conga. A Unidos da Tijuca gravou seu samba no dia 3 de outubro de 2024 com a participação da cantora Anitta. A bateria Pura Cadência, de Mestre Casagrande, gravou o samba da escola num andamento de 144 bpm. A gravação da Imperatriz foi no dia 8 de outubro de 2024. A bateria Swing da Leopoldina, comandada por Mestre Lolo, gravou o samba num andamento de 140 bpm. A Grande Rio gravou seu samba em 9 de outubro de 2024. A Vila Isabel fez sua gravação em 10 de outubro de 2024. A bateria Swingueira de Noel, comandada pelo Mestre Macaco Branco, gravou o samba num andamento de 144 bpm. A gravação da Portela foi no dia 17 de outubro de 2024. A bateria Tabajara do Samba, dirigida por Mestre Nilo Sérgio, gravou o samba num andamento de 140 bpm. O Salgueiro fez sua gravação em 21 de outubro. A bateria Furiosa, dirigida pelos mestres Gustavo e Guilherme, gravou o samba num andamento de 140 bpm. A gravação da Mocidade foi no dia 22 de outubro de 2024. A bateria Não Existe Mais Quente, comandada por Mestre Dudu, gravou o samba num andamento mais cadenciado, de 138 bpm. A Viradouro fez sua gravação em 23 de outubro de 2024. A bateria Furacão Vermelho e Branco, comandada por Mestre Ciça, gravou o samba num andamento de 140 bpm. A gravação da Beija-Flor foi no dia 24 de outubro. A bateria Soberana, comandada pelos mestres Plínio e Rodney, gravou o samba num andamento de 143 bpm. A última gravação foi da Mangueira, em 28 de outubro de 2024. A bateria Tem que Respeitar Meu Tamborim, comandada pelos mestres Taranta Neto e Rodrigo Explosão, gravou o samba num andamento de 140 bpm. Após as gravações, o álbum entrou na fase de mixagem e masterização.

## Lançamento
O álbum foi lançado nas plataformas digitais de áudio à meia-noite de 29 de novembro de 2024. Assim como nos anos anteriores, foi realizada uma festa de lançamento do álbum na Cidade do Samba, entre os dias 29 e 30 de novembro e 1 de dezembro de 2024, com "mini desfiles" das escolas do Grupo Especial. As agremiações se apresentaram na ordem do desfile de 2025, que também passou a ser dividido em três noites.

## Capa

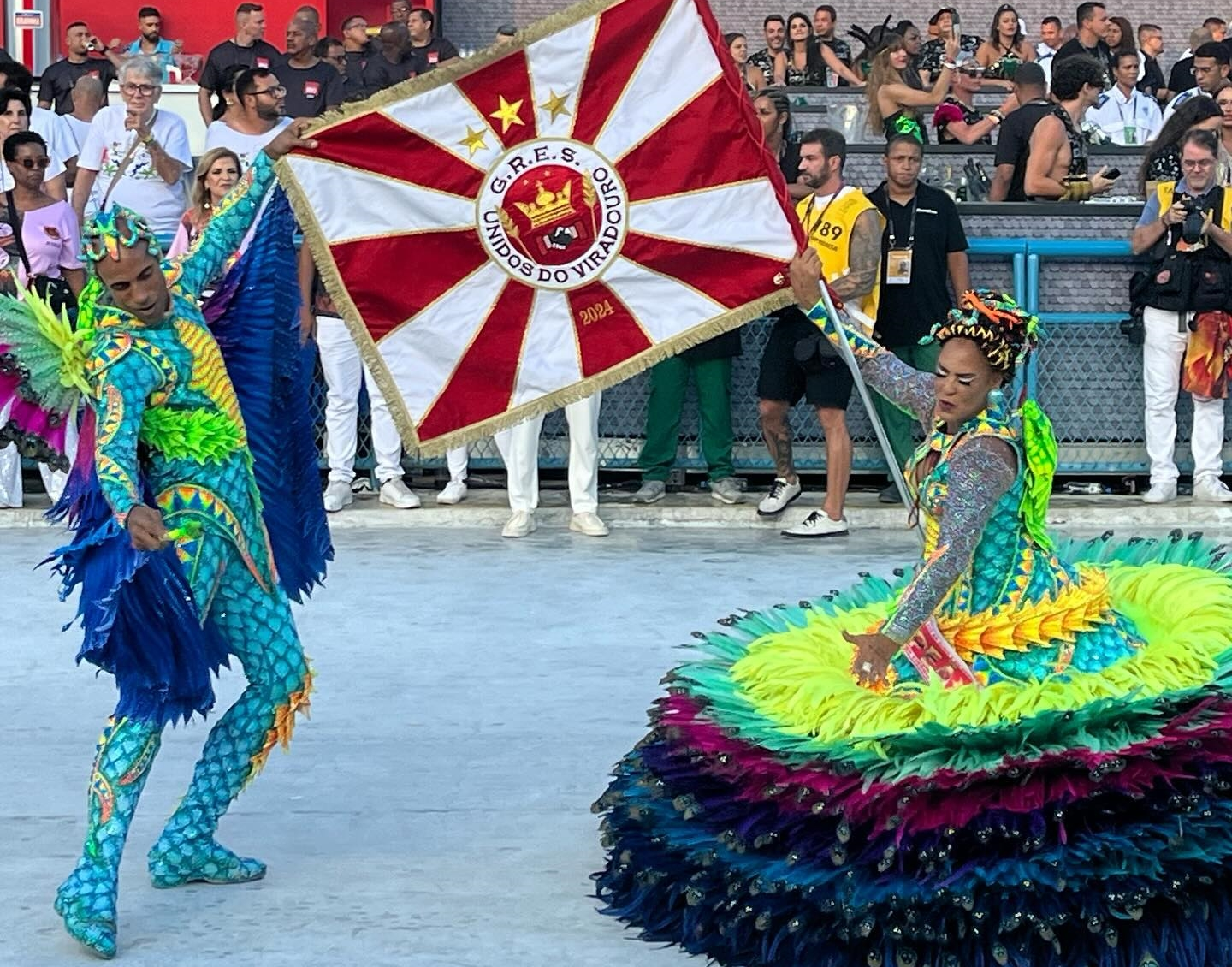
Julinho e Rute no desfile campeão da Viradouro no carnaval de 2024. Porta-bandeira estampa a capa do álbum de 2025.

Tradicionalmente, a capa do álbum é estampada por uma imagem do desfile campeão do carnaval anterior. O álbum de 2025 tem em sua capa uma imagem, feita pela fotógrafa Renata Xavier, da porta-bandeira Rute Alves no desfile campeão da Viradouro de 2024. Inspirada no enredo sobre o vodu Dambê, Rute desfilou com a fantasia "Salve o Espírito Infinito da Serpente", com estampa imitando a pele de cobra, saia com penas em degradê, do verde fluorescente até o azul escuro, e uma reprodução de serpente, que vai da cintura até o pescoço. A cabeça de Rute foi estilizada como um ninho de serpentes. A capa do álbum focaliza a porta-bandeira girando e o pavilhão da Viradouro estendido no ar. O fundo da imagem é desfocalizado. Em publicação nas redes sociais, Rute Alves agradeceu a homenagem, destacando que "essa é sem dúvida uma das mais especiais e inesquecíveis homenagens. Hoje eu me considero (modéstia a parte) imortal, porque daqui a cinquenta anos alguém verá essa capa e saberá quem fui eu. Eu gostaria que todos os mestres-salas e porta-bandeiras se vissem nessa capa". Na capa, constam ainda os nomes das escolas que compõem o álbum seguindo a ordem das faixas.

## Faixas
Tradicionalmente, a lista de faixas segue a ordem de classificação do carnaval anterior. A primeira faixa é da campeã de 2024 (Viradouro); a segunda é da vice-campeã (Imperatriz); e assim por diante. A última faixa é da escola que ascendeu do grupo de acesso, a Unidos de Padre Miguel, campeã da Série Ouro de 2024 e promovida ao Grupo Especial de 2025.
| N.º            | Título                                                                                          | Compositor(es) | Intérpretes e participações                               | Duração  |  |
| 1.             | "Malunguinho: O Mensageiro de Três Mundos" (Viradouro)                                          | Paulo César Feital, Inácio Rios, Marcio André Filho, Vaguinho, Chanel, Igor Federal e Vitor Lajas | Wander Pires (Part.: Paulo César Feital)                  | 5:30     |  |
| 2.             | "Ómi Tútu ao Olufon - Água Fresca para o Senhor de Ifón" (Imperatriz Leopoldinense)             | Me Leva, Thiago Meiners, Miguel da Imperatriz, Jorge Arthur, Daniel Paixão e Wilson Mineiro | Pitty de Menezes                                          | 4:57     |  |
| 3.             | "Pororocas Parawaras: As Águas dos Meus Encantos nas Contas dos Curimbós" (Grande Rio)          | Mestre Damasceno, Ailson Picanço, Davison Jaime, Tay Coelho e Marcelo Moraes | Evandro Malandro                                          | 5:16     |  |
| 4.             | "Salgueiro de Corpo Fechado" (Salgueiro)                                                        | Xande de Pilares, Pedrinho da Flor, Betinho de Pilares, Renato Galante, Miguel Dibo, Leonardo Gallo, Jorginho Via Treze, Jassa Bezerril, Jb Oliveira, e W. Correa                                                           | Igor Sorriso (Part.: Pedrinho da Flor e Xande de Pilares) | 5:58     |  |
| 5.             | "Cantar Será Buscar o Caminho que Vai Dar no Sol - Uma Homenagem a Milton Nascimento" (Portela) | Samir Trindade, Fabrício Sena, Brian Ramos, Paulo Lopita 77, Deiny Leite, Felipe Sena e JP Figueira | Gilsinho (Part.: Milton Nascimento)                       | 5:38     |  |
| 6.             | "Quanto Mais Eu Rezo, Mais Assombração Aparece!" (Vila Isabel)                                  | Raoni Ventapane, Ricardo Mendonça, Dedé Aguiar, Guilherme Karraz, Miguel Dibo e Gigi da Estiva | Tinga                                                     | 4:56     |  |
| 7.             | "À Flor da Terra - No Rio da Negritude Entre Dores e Paixões" (Mangueira)                       | Lequinho, Júnior Fionda, Gabriel Machado, Júlio Alves, Guilherme Sá e Paulinho Bandolim | Marquinho Art'Samba e Dowglas Diniz                       | 6:13     |  |
| 8.             | "Laíla de Todos os Santos. Laíla de Todos os Sambas" (Beija-Flor)                               | Romulo Massacesi, Junior Trindade, Serginho Aguiar, Centeno, Ailson Picanço, Gladiador e Felipe Sena | Neguinho da Beija-Flor                                    | 6:07     |  |
| 9.             | "Quem Tem Medo de Xica Manicongo?" (Paraíso do Tuiuti)                                          | Cláudio Russo e Gusttavo Clarão | Pixulé (Part.: Bell Barbosa)                              | 5:40     |  |
| 10.            | "Voltando Para o Futuro – Não há Limites pra Sonhar" (Mocidade Independente)                    | Paulo César Feital, Cláudio Russo, Alex Saraiça, Denilson Rozário, Carlinhos da Chácara, Marcelo Casa Nossa, Rogerinho Almeida, Nito de Souza, Dr. Castilho e Léo Peres                                                     | Zé Paulo Sierra                                           | 5:36     |  |
| 11.            | "Logun-Edé – Santo Menino Que Velho Respeita" (Unidos da Tijuca)                                | Anitta, Estevão Ciavatta, Feyjão, Miguel PG, Fred Camacho, Diego Nicolau, Luiz Antonio Simas e Gustavo Clarão | Ito Melodia (Part.: Anitta)                               | 5:20     |  |
| 12.            | "Egbé Iyá Nassô" (Unidos de Padre Miguel)                                                       | Thiago Vaz, W. Corrêa, Richard Valença, Diego Nicolau, Orlando Ambrósio, Renan Diniz, Miguel Dibo, Cabeça do Ajax, Chacal do Sax, Júlio Alves, Igor Federal, Caio Alves, Camila Myngal, Marquinhos Faustino e Cláudio Russo | Bruno Ribas                                               | 5:39     |  |
| Duração total: | Duração total:                                                                                  | Duração total: | Duração total:                                            | 01:07:00 |  |

## Crítica profissional
| Críticas profissionais | Críticas profissionais |
| Avaliações da crítica  | Avaliações da crítica  |
| Fonte                  | Avaliação              |
| ---------------------- | ---------------------- |
| O Globo                | Favorável              |
| Sambario               | Favorável              |

Em sua crítica para O Globo, Bernardo Araujo elogiou o álbum, apontando que a produção acertou "nos arranjos e na gravação das baterias (que não, nunca será igual a trezentos ritmistas ao vivo) e na identidade sonora (ainda tímida) das agremiações, mas algumas locuções 'épicas' no início das faixas soam desnecessárias". O jornalista dividiu a safra de sambas em três grupos, destacando as obras de Viradouro ("uma pérola [...] um samba mais melódico e cadenciado, liderado por um Wander Pires que parece no auge da carreira, domando os exageros que muitas vezes prejudicaram suas performances"); Imperatriz ("um samba de melodia redonda, puxado com delicadeza por Pitty de Menezes"); Grande Rio ("traz o sabor amazônico, degustado com precisão por Evandro Malandro, e um dos mais belos arranjos do disco"); e Unidos da Tijuca ("A voz feminina na gravação é dela mesma, Anitta, coautora do samba, que, se não compromete, também não abrilhanta a melodia, o que acontece ao surgir a voz do excelente Ito Melodia, dando o toque necessário de agressividade"). No "grupo intermediário" foram apontados os sambas de Salgueiro ("boa performance de Igor Sorriso e um dos melhores refrãos da safra, ao som dos atabaques da bateria Furiosa"); Mocidade ("refrão contagiante, embora algo brega"); Vila Isabel ("Entre assombrações e autorreferências, vai bem nas mãos do intérprete Tinga e do mestre de bateria Macaco Branco"); e Beija-Flor ("o último samba gravado por Neguinho da Beija-Flor [...]  A homenagem a Laíla une duas lendas do carnaval em um samba honesto, mas que pouco sai da fórmula da Beija-Flor nas últimas décadas, repetindo, por exemplo, o clichê 'Quilombo Beija-Flor', já cantado em verso e prosa"). No "terceiro degrau", foram listados os sambas da Unidos de Padre Miguel ("mesmo com a experiência de Bruno Ribas ao microfone, não tem um samba com a força de hits"); Portela ("homenageia Milton Nascimento, mas com pouca inspiração, apesar da firmeza da voz de Gilsinho"); Mangueira ("A história está na letra, mas faltam melodia e refrão à altura"); e Paraíso do Tuiuti ("O vozeirão de Pixulé faz o possível, mas o samba não decola").
Carlos Fonseca, do site especializado Sambario, escreveu que o álbum "entrega uma gravação morna, discreta e sem brilho, até remetendo às gravações pasteurizadas que dominaram os discos de samba-enredo na década de 2000. A única boa iniciativa mantida são os arranjos das faixas feitos pelas direções musicais das doze escolas. Fora isso, as baterias estão com som predominantemente alto, chegando ao ponto do naipe de cordas quase não ser notado na maioria das faixas. E até o recurso de revezamento do intérprete com o coral não funcionou tão bem em alguns momentos". Sobre a safra de sambas, apontou que houve "uma considerável melhora de qualidade em relação à 2024", destacando os sambas da Viradouro ("reúne um alto nível de musicalidade – falando em letra, melodia e arranjo – poucas vezes visto no carnaval") e Grande Rio ("tem uma melodia leve que cresce nos momentos certos aliada a uma letra que encanta da primeira até a última linha") e, um degrau atrás, a obra da Beija-Flor ("tem o padrão que o próprio Laíla consagrou em Nilópolis: melodia pesada aliada a uma letra bem descritiva com pontos muito fortes"). No segundo pelotão foram listados os sambas da Unidos de Padre Miguel ("A escola ousou e acertou ao extrair o melhor das duas obras que entraram na junção anunciada"), da Unidos da Tijuca ("Pra além da mensagem o samba num todo é bem construído, com boas passagens e bons refrães"), e da Portela ("tem o estilo melódico ideal que a escola precisava para encerrar o carnaval"). Para Carlos, os compositores da Mocidade "conseguiram extrair um bom samba de um enredo complicadíssimo", misturando "elementos do tema com referências à desfiles marcantes da escola"; o samba da Imperatriz "mantém a característica musical que a escola de Ramos vem apresentando recentemente", porém é "extenso do meio pro fim, dando a impressão de demora pra chegar no refrão principal" e foi "gravado num tom bem melancólico"; o Salgueiro tem um samba "correto e fiel ao desenvolvimento do enredo" e "o ponto alto da obra é seu refrão central"; o samba da Mangueira, "ainda que seja bem extenso e que a melodia não converse entre si em alguns momentos, tem passagens muito interessantes". Os sambas mais criticados foram do Paraíso do Tuiuti ("faltou mais profundidade pra captar a força de um enredo tão necessário para os tempos atuais [...] Talvez pela letra não seguir a ordem cronológica do enredo ela dá impressão de ser confusa e acabar caindo naqueles lugares comuns") e da Vila Isabel ("a Vila volta para uma estratégia que funcionou em 2023: apostar numa obra que não tem qualidade, mas com um potencial de fácil comunicação com o público para explodir no desfile oficial [...] É de longe a obra mais fraca da temporada, mas a estratégia da escola é proposital e compreensível").

## Os sambas no carnaval

### Premiações
A Beija-Flor teve o samba mais premiado do ano. Abaixo, os prêmios recebidos por cada samba:
| - "Laíla de Todos os Santos, Laíla de Todos os Sambas" (Beija-Flor) 1. Estandarte de Ouro 2. Gato de Prata 3. Plumas & Paetês Cultural 4. Prêmio 100% Carnaval 5. Resenha dos Sambistas 6. S@mba-Net 7. Troféu Tupi Carnaval Total | - "Pororocas Parawaras: As Águas dos Meus Encantos nas Contas dos Curimbós" (Grande Rio) 1. Estrela do Carnaval 2. Melhores do Carnaval 3. Troféu Sambario - "Salgueiro de Corpo Fechado" (Salgueiro) 1. Troféu Explosão in Samba |

## Ao Vivo Sapucaí 2025
O álbum com os sambas gravados, ao vivo, no sambódromo, durante os desfiles oficiais, foi lançado no dia 17 de abril de 2025 nas principais plataformas digitais de áudio. Ao Vivo Sapucaí 2025 foi produzido pelo cantor e instrumentista Pretinho da Serrinha. Campeã do carnaval de 2025, a Beija-Flor estampa a capa do álbum com uma imagem de Neguinho da Beija-Flor durante o desfile que marcou sua aposentadoria como intérprete de samba-enredo. O alinhamento das faixas segue a ordem de classificação do carnaval de 2025. A primeira faixa é da campeã, Beija-Flor; a segunda é da vice-campeã, Grande Rio; e assim por diante.
"A gente teve acesso a um bom material e o disco é fruto do que os artistas executam na avenida. Tudo somou para que o resultado fosse ainda melhor do que os anteriores."
— Pretinho da Serrinha, produtor do álbum.

| Lista de faixas |                                                                                                 | |                                     |         |  |
| N.º             | Título                                                                                          | Compositor(es) | Intérpretes                         | Duração |  |
| 1.              | "Laíla de Todos os Santos, Laíla de Todos os Sambas" (Beija-Flor)                               | Romulo Massacesi, Junior Trindade, Serginho Aguiar, Centeno, Ailson Picanço, Gladiador e Felipe Sena | Neguinho da Beija-Flor              | 6:27    |  |
| 2.              | "Pororocas Parawaras: As Águas dos Meus Encantos nas Contas dos Curimbós" (Grande Rio)          | Mestre Damasceno, Ailson Picanço, Davison Jaime, Tay Coelho e Marcelo Moraes | Evandro Malandro                    | 6:20    |  |
| 3.              | "Ómi Tútu ao Olufon - Água Fresca para o Senhor de Ifón" (Imperatriz)                           | Me Leva, Thiago Meiners, Miguel da Imperatriz, Jorge Arthur, Daniel Paixão e Wilson Mineiro | Pitty de Menezes                    | 6:21    |  |
| 4.              | "Malunguinho: O Mensageiro de Três Mundos" (Viradouro)                                          | Paulo César Feital, Inácio Rios, Marcio André Filho, Vaguinho, Chanel, Igor Federal e Vitor Lajas | Wander Pires                        | 6:15    |  |
| 5.              | "Cantar Será Buscar o Caminho que Vai Dar no Sol - Uma Homenagem a Milton Nascimento" (Portela) | Samir Trindade, Fabrício Sena, Brian Ramos, Paulo Lopita 77, Deiny Leite, Felipe Sena e JP Figueira | Gilsinho                            | 6:21    |  |
| 6.              | "À Flor da Terra - No Rio da Negritude Entre Dores e Paixões" (Mangueira)                       | Lequinho, Júnior Fionda, Gabriel Machado, Júlio Alves, Guilherme Sá e Paulinho Bandolim | Marquinho Art'Samba e Dowglas Diniz | 6:18    |  |
| 7.              | "Salgueiro de Corpo Fechado" (Salgueiro)                                                        | Xande de Pilares, Pedrinho da Flor, Betinho de Pilares, Renato Galante, Miguel Dibo, Leonardo Gallo, Jorginho Via Treze, Jassa Bezerril, Jb Oliveira, e W. Correa                                                           | Igor Sorriso                        | 6:20    |  |
| 8.              | "Quanto Mais Eu Rezo, Mais Assombração Aparece!" (Vila Isabel)                                  | Raoni Ventapane, Ricardo Mendonça, Dedé Aguiar, Guilherme Karraz, Miguel Dibo e Gigi da Estiva | Tinga                               | 6:21    |  |
| 9.              | "Logun-Edé – Santo Menino Que Velho Respeita" (Unidos da Tijuca)                                | Anitta, Estevão Ciavatta, Feyjão, Miguel PG, Fred Camacho, Diego Nicolau, Luiz Antonio Simas e Gustavo Clarão | Ito Melodia                         | 6:20    |  |
| 10.             | "Quem Tem Medo de Xica Manicongo?" (Tuiuti)                                                     | Cláudio Russo e Gusttavo Clarão | Pixulé                              | 6:18    |  |
| 11.             | "Voltando Para o Futuro – Não há Limites pra Sonhar" (Mocidade)                                 | Paulo César Feital, Cláudio Russo, Alex Saraiça, Denilson Rozário, Carlinhos da Chácara, Marcelo Casa Nossa, Rogerinho Almeida, Nito de Souza, Dr. Castilho e Léo Peres                                                     | Zé Paulo Sierra                     | 6:20    |  |
| 12.             | "Egbé Iyá Nassô" (Unidos de Padre Miguel)                                                       | Thiago Vaz, W. Corrêa, Richard Valença, Diego Nicolau, Orlando Ambrósio, Renan Diniz, Miguel Dibo, Cabeça do Ajax, Chacal do Sax, Júlio Alves, Igor Federal, Caio Alves, Camila Myngal, Marquinhos Faustino e Cláudio Russo | Bruno Ribas                         | 6:20    |  |
| Duração total:  | Duração total:                                                                                  | Duração total: | Duração total:                      | 1:16:00 |  |